# Galeras
Galeras (Urcunina, naziv među Indijancima toga područja u 16. stoljeću)  je vulkan u planinskom lancu Ande, u Kolumbiji u blizini grada Pasto. Vrh vulkana nalazi se na nadmorskoj visini od 4,276 metara. 

## Vulkanizam
Od španjolskog dolaska u to područje zabilježene se česte erupcije vulkana, prva 7. prosinca 1580. a posljednja 14. veljače 2009.
Erupcije u novije vrijeme, koje su zabilježene, su one od 1535., prosinca 1580., srpnja 1616., 1641., 1670., 1754., studenog 1796., lipnja 1823., listopada 1828., 1834., listopada 1865., srpnja 1889., 1891., prosinca 1923., listopada 1924., listopada 1932., veljače 1936., srpnja 1947., siječnja 1950., 1974., veljače 1989., siječnja 1990., siječnja 1993., ožujka 2000., lipnja 2002., srpnja 2004., studenog 2005., listopada 2007., siječnja 2008., veljače 2009., ožujka 2009., siječnja 2010., kolovoza 2010. Prijavljeni incidenti bez službenih dokaza dogodili su se 1836., 1930., 1933. i 1973. godine.

## Vanjske poveznice
|  | Zajednički poslužitelj ima još gradiva o temi Galeras |